# Маллов, Юджин
Юджин Франклин Маллов (англ. Eugene Franklin Mallove; 9 июня 1947 — 14 мая 2004) — инженер-исследователь, научный журналист, редактор и издатель журнала новой энергетики «Infinite Energy», основатель некоммерческого фонда «New Energy Foundation», энергичный сторонник холодного ядерного синтеза. Автор книги «Fire from Water» (с англ. — «Огонь из воды»). В этой книге подробно рассмотрена история с экспериментом Флейшмана-Понса, реакция ядерного синтеза на письменном столе. Помимо прочего, в книге утверждается, что эта группа получила результат «не просто великого синтеза» — выделения энергии, а нечто большее («greater-than-unity»).

## Биография
Закончил Массачусетский технологический институт (магистр наук, 1970) — космические технологии (astronautical engineering), защитил диссертацию (Sc. D, 1975) по экологии здоровья (environmental health sciences) в Гарвардском университете. Работал в различных фирмах над проблемами новых энергий.
Активно занимался журналистикой.
В сферу его исследований новой энергетики входила также проблема воспроизведения и улучшения оргонового двигателя Вильгельма Райха, аномальные характеристики тепла в эксперименте Рейха-Эйнштейна (Reich-Einstein experiment).

## Убийство
В 2004 году Юджин Маллов был забит насмерть в городе Норуич (штат Коннектикут). В 2012 году убийца был найден и осуждён на 16 лет тюремного заключения.

## Книги, статьи
- Fire from Ice: Searching for the Truth Behind the Cold Fusion Furor (1991, John Wiley & Sons)
- The Quickening Universe: Cosmic Evolution and Human Destiny (1987, St. Martin’s Press)
- The Starflight Handbook: A Pioneer’s Guide to Interstellar Travel (1989, John Wiley & Sons, with co-author Gregory Matloff)
- Ethics in the Cold Fusion Controversy
- Review of the Tenth International Conference on Cold Fusion (ICCF10)
- Eugene Mallove’s Open Letter to the World
- Mallove’s Open Letter to the World (недоступная ссылка)